# Vandana Shiva
Vandana Shiva (hindi: वन्दना शिवा), född 5 november 1952 i Dehradun i nuvarande Uttarakhand, är en indisk fysiker, filosof och aktivist verksam i bland annat antiglobaliseringsrörelsen. Hon är också en känd ekofeminist.
Hon blev känd genom sin kamp mot Coca-Colas kommersiellt utnyttjande av vattentillgångar och vattenföroreningar i Kerala. 1993 tilldelades hon Right Livelihood Award.

## Biografi
Shiva växte upp i Dehndradun vid foten till Himalaya. Hennes far var skogsförvaltare och hennes mor jordbrukare. Hon gick i  St. Mary's Convent High School i Nainital och därefter i Convent of Jesus and Mary, Dehradun. Shiva studerade vid Punjab University in Chandigarh där hon tog bachelorexamen (BA) i fysik 1972, studerade vidare vid University of Guelph i Ontario, Kanada och tog en masterexamen (Bsc) i vetenskapsteori 1977. Året därpå blev hon filosofie doktor vid University of Western Ontario. Efter dessa examina återvände hon till Indien och ägnade sig åt tvärvetenskaplig forskning vid Indian Institute of Science i Bangalore.
1982 startade hon Research Foundation for Science, Technology and Ecology. Parallellt med forskningen engagerade hon sig i gräsrotskampanjer för att förhindra skogsavverkning och stora dammbyggen. Hon blev känd som kritiker av den gröna revolutionen som började på 1960-talet för att öka livsmedelsproduktionen i mindre utvecklade länder. Med växtförädling, ökad användning av bekämpningsmedel och gödselmedel skulle avkastningen mångdubblas.
1991 startade Shiva organisationen Navdanya (nio fröer). Organisationen arbetar för att rädda fröer från utrotning, bevara biologisk mångfald och jordbrukares rättigheter. Denna organisation startade Bija Vidyapeeth med en lantgård i en dal utanför Dehradun. Här undervisas i vikten av biologisk mångfald, mänskliga rättigheter och ansvar för att skydda alla växter och varelser.

## Navdanya
Navdanya bekämpar storföretag som rekommenderar monokulturer, bekämpningsmedel och genmodifierade grödor, bland annat det gyllene riset. Organisationen anser att det leder till global uppvärmning, sjukdomar och pandemier. Navdanya stödjer fröbanker, ekofeminism och bygger ett utbildningscenter i Dehradun.

### Seed Freedom
Shiva anser att det är brottsligt att ta patent på fröer. Frön är den första länken i livsmedelskedjan och omistliga för livets utveckling. 
Det är människans plikt och ansvar att skydda fröer och förmedla dem till kommande generationer. Att spara fröer och fritt byta fröer mellan odlare och jordbrukare har varit grunden för att upprätthålla den biologiska mångfalden och vår livsmedelssäkerhet.
Detta hotas av dagens äganderätt och med ny teknik, som har förvandlat fröer till en vara under kontroll av stora jordbruksföretag.
Shiva försökte 1994 stoppa ett internationellt avtal om godkännande av immaterialrätt för fröer, men TRIPS ratificerades och gäller från 1 januari 1995.

### Ekofeminism
Shiva anser att marginalisering av kvinnor och förstörelse av biologisk mångfald går hand i hand och orsakas av marknadsekonomin. 1991 tog hon initiativ till kongressen ‘'Women, ecology and health’' i Bangalore genom Research Foundation for Science, Technology and Ecology och Dag Hammarskjöldfonden. Under mötet bildades en global rörelse: Divers women for diversity. Shiva och Maria Mies skrev Ecofeminism 1993. Boken kombinerar 
miljö-, teknologiska och feministiska frågor. Året därpå skrev hon artikeln Empowering women. Här argumenterar hon för att återinföra ett jordbruk, som är mer inriktat på att engagera kvinnor. Det skulle leda till ett hållbart och produktivt jordbruk.

### Bija Vidyapeeth

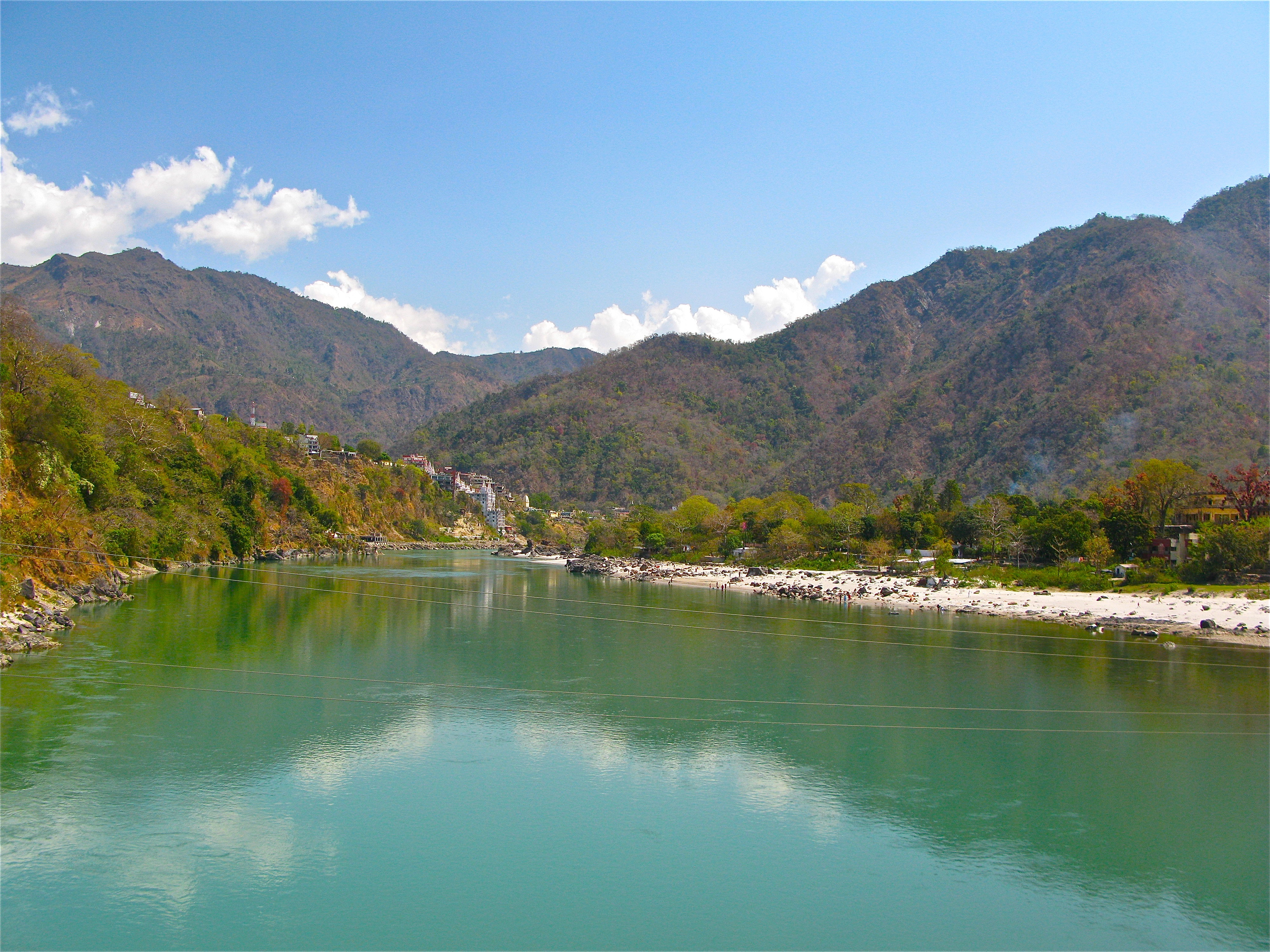
Ganges och Shivalikbergen nära Dehradun

2001 grundade Shiva ett utbildningscenter på en lantgård nära Dehradun. Bija Vidyapeeth ligger mellan floderna Ganges och Yamuna. Centret har inspirerats av Tagores Visva Bharati och Schumacher College i England. De flesta kurser som erbjuds handlar om organisk odling, biologisk mångfald, Gandhis filosofi och mänskliga rättigheter i en värld som styrs av global ekonomi. Navdanya har skapat en fristad för fåglar, fjärilar, insekter and mikroorganismer genom att plantera 1500 olika fröer and träd.

## Biologisk mångfald
Shivas arbete för biologisk mångfald började på 1970-talet då hon deltog i Chipkorörelsen och protesterade mot avverkning av träd i Siwalikbergen i Uttarakhand. Avverkning i bergssluttningar orsakar jordskred och påverkar vattenflödet för bevattning och dricksvattentillgången. Shiva arbetade fram folkets program för biologisk mångfald och startade fröbanker och gården och skolan Bija Vidyapeeth för praktisk och teoretisk undervisning om ekologisk odling. Hon anser att biologisk och kulturell mångfald hör ihop och är en förutsättning för jordens och människors hälsa.
2006 publicerade hon boken Earth democracy, där hon fördömer den nyliberala kapitalismen och förordar inkludering, icke-våld, återvinning och allmänningar där alla får tillgång till jordens resurser, en brådskande kallelse till fred och som grund för en rättvis och hållbar framtid. Konventionen om biologisk mångfald presenterades av FN 2010 och samma år bildades GARN, Global Alliance for the Rights of Nature, med Shiva som ordförande.

### Gardens of Hope
Den 28 oktober 2020 höll Shiva ett webbinarium om Women, Ecology & the Future of Humanity. Deltagare i hela världen diskuterade hot mot ekosystem och sökte alternativ lösningar.

## Priser och utmärkelser (urval)
- 1993 – Right Livelihood Award
- 1993 – Global 500 Award[15]
- 2007 – Blue Planet Award[16]
- 2008 – Lennon Ono Grant for Peace[17]
- 2011 – Thomas Merton Award[17]
- 2012 – Fukuoka Asian Culture Prize[17]
- 2013 – Sydney Peace Prize[18]
- 2016 – The Mirodi Prize[19]